# Sømine
En sømine er en sprængladning udlagt i vandet for at spærre for gennemsejling.
Normalt udlægges søminer i et minefelt i et mønster, der hindrer fjendtlig gennemsejling af feltet.
Søminer findes i to hovedkategorier: Selvvirkende og kontrollerede.

## Minetyper
De selvvirkende miner virker lige så snart, de er lagt ud og er uden kontrol af nogen art. Der er flere forskellige typer, eksempelvis hornmine (kontaktmine), magnetmine, akustisk mine og trykmine (afstandsminer).
De kontrollerede miner kan styres, normalt via et kabel (kabelminer). De bruges oftest i farvande, man selv ønsker at besejle.
Nogle moderne miner kan ligge stille på bunden, til fx lyden af et skib vækker dem, hvorpå de kan opsøge målet. Derved kan antallet af miner mindskes, hvilket forenkler udlægningen. 

## Udlægning
Miner kan udlægges fra særlige skibe, minelæggere, nedkastes fra flyvemaskiner eller udlægges fra undervandsbåde, enten særligt konstruerede undervandsbåde eller via torpedorørene.  

## Minestrygning
Miner kan stryges af skibe, som oftest minestrygere, der trækker en paravane i en wire ved siden af sig. Wiren rykker minen løs, og en saks på paravanen klipper minens forankring over. Magnetminer kan bringes til eksplosion med en mægtig magnet anbragt under et fly. 